# Bodenseestadion (Konstanz)
Das Bodenseestadion ist ein Fußballstadion mit Leichtathletikanlage im Stadtteil Petershausen-Ost der baden-württembergischen Stadt Konstanz am Bodensee.

## Geschichte
Das Stadion in Konstanz, das damals nur 35.000 Einwohner hatte, wurde 1935 mit einer Kapazität von 30.000 Zusehern für drei Millionen RM erbaut. Es wurde am 20. Oktober 1935 mit einem Spiel unter strömenden Regen zwischen dem Deutschen Meister FC Schalke 04 und dem Schweizer Meister und Pokalsieger Lausanne-Sports eingeweiht, das Schalke mit 4:1 gewann.
Von 1991 bis 1992 erfolgte eine Sanierung der Sportstätte. Es besitzt eine Leichtathletikanlage mit einer achtspurigen Laufbahn Typ A. Sie entspricht somit den Statuten des DLV. Das Rasenspielfeld hat die Maße 105 × 68 m. Es verfügt über insgesamt 25.000 Plätze, davon befinden sich auf der Haupttribüne 1.200 überdachte und 800 unüberdachte Sitzplätze.
Von 1985 bis 2016 fand am ersten Septemberwochenende bzw. letztem Augustwochenende das Musikfestival Rock am See im Stadion statt, zu dem jeweils 25.000 Zuschauer erwartet wurden. Auch andere Open-Air-Konzerte fanden im Stadion statt, so gab es 2005 einen Tag nach Rock am See ein Konzert mit Dieter Thomas Kuhn & Band.
Das in die Jahre gekommene Stadion ist in einem maroden Zustand und bedarf einer umfangreichen Renovierung. Momentan dürften nicht einmal Partien der Regionalliga ausgetragen werden, da es weder eine Flutlichtanlage noch genügend Sitzplätze oder Umkleidekabinen gibt. Des Weiteren fehlt eine Anzeigetafel, der Beton der Tribünen bröckelt und ein Teil der Ränge ist aus Sicherheitsgründen gesperrt. Im Stadion bieten sich den Besuchern nur fünf Damen- und fünf Herrentoiletten. Das undichte Dach auf der Haupttribüne ist mit Moos bewachsen und gilt als instabil. Das Sportamt der Stadt untersagt dem Platzwart, das Dach zur Reinigung zu betreten. Der Kunststoff der Sitzschalen ist mit den Jahren mürbe geworden und verformt sich schon bei Druck mit den Händen. Der Belag der Laufbahn ist verschlissen und oft geflickt. Allein für die Aufrechterhaltung des Schul- und Freizeitsports in den nächsten fünf Jahren (bis 2021) müssten 200.000 Euro investiert werden. Schon seit etwa 2005 gibt es Diskussionen um die Zukunft des Bodenseestadions. Es liegen Pläne zur Umgestaltung der Anlage und der umliegenden Flächen in der Schublade und warten auf eine Umsetzung.
Seit 2021 nutzt der noch junge American Football Verein – Konstanz Pirates das Bodenseestadion für seine Heimspiele. (Saison 2023 – Oberliga Baden-Württemberg).
2022 zog das Campus Festival Konstanz von dem Universitätsgelände der Universität Konstanz in das Bodenseestadion um.